# Hängebrücke Val Mutschnengia

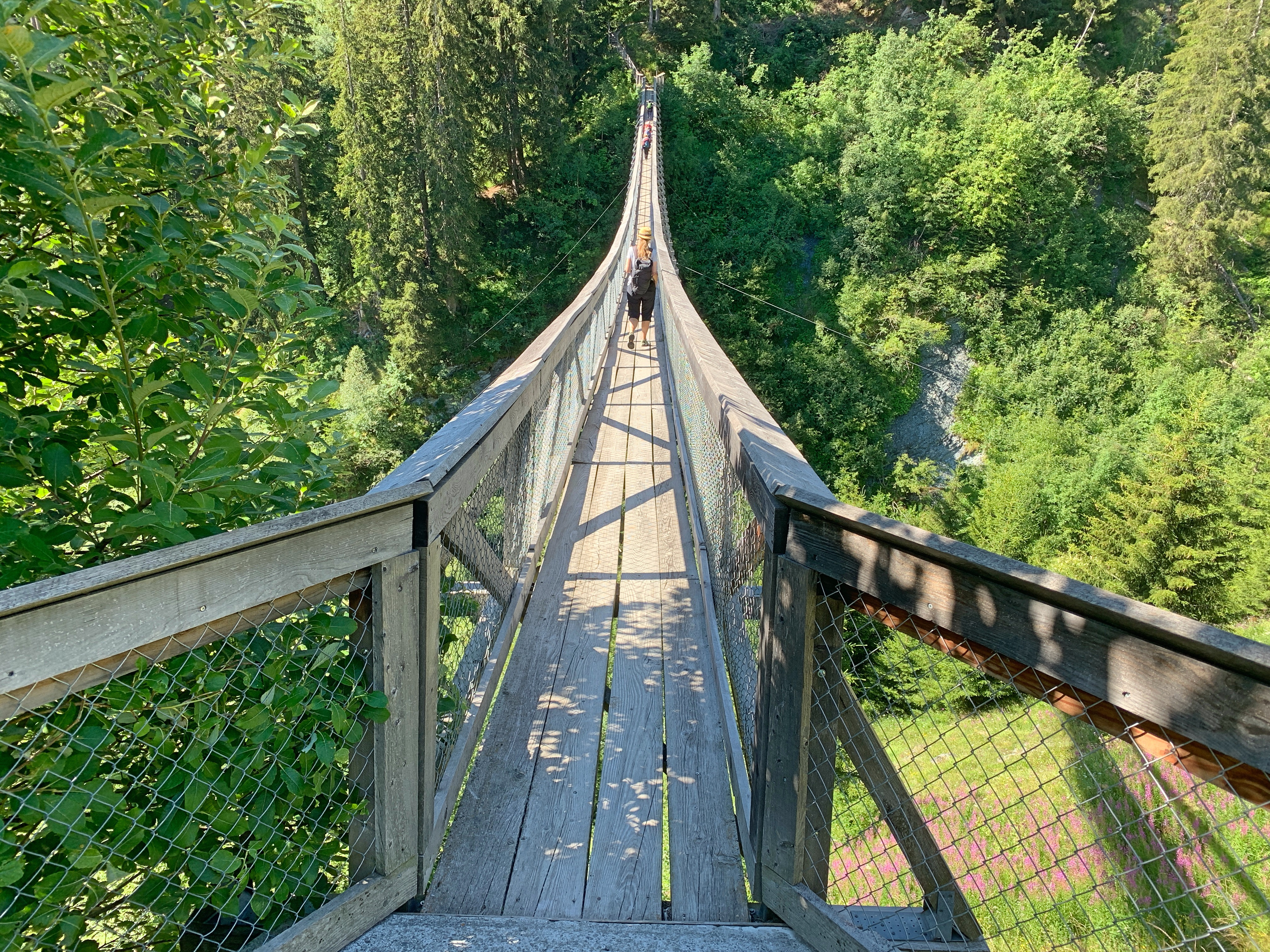
Eine Wanderin überquert auf der Hängebrücke das Val Mutschnengia

Die Hängebrücke Val Mutschnengia überquert das Val Mutschnengia, ein Seitental des Val Medel in der Region Surselva im Kanton Graubünden in der Schweiz.
Forstwartlehrlinge erstellten die Brücke, die Fussgängern vorbehalten ist, im Jahr 2011. Verwendet wurde Lärchenholz aus dem Val Medel.
Die Brücke findet sich am Rand des Weilers Mutschnengia auf rund 1400 m ü. M. Sie ist 96 Meter lang und verläuft auf einer Höhe von 41 Metern über der Schlucht im Schieferstein. Die Brücke ist Teil des Bergwanderwegs von Disentis zum Lukmanierpass.

## Weblinks

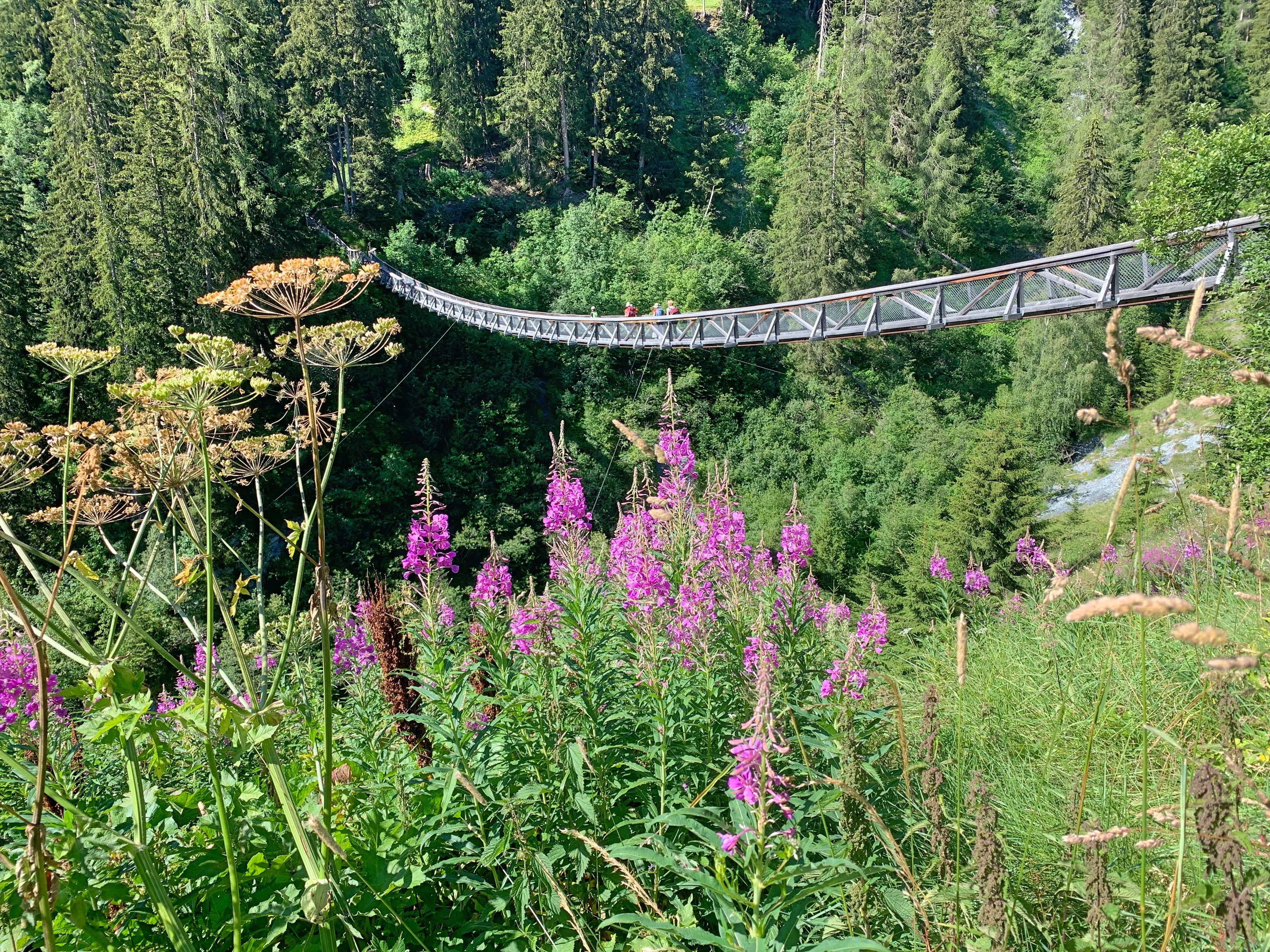
Blick vom Weiler Mutschnengia auf die Hängebrücke